# Synurophyceae
Classe
Les Synurophyceae sont une classe d’algues de la division des Ochrophyta.

## Liste des ordres
Selon AlgaeBase (15 août 2017) :
- ordre des Chloramoebales Fritsch
- ordre des Heterogloeales Fott ex P.C.Silva
- ordre des Ochromonadales Pascher
- ordre des Synurales R.A.Andersen

## Taxonomie
Pour AlgaeBase (23 janvier 2022), la classe des Synurophyceae est un taxon obsolète dont les ordres ont été classés dans deux autres classes :
- les Xanthophyceae : Chloramoebales et Heterogloeales
- les Chrysophyceae : Ochromonadales et Synurales